# 尖嘴鳥屬
尖嘴鳥屬是一屬反鳥亞綱鳥類。其下只有一個物種，就是侯氏尖嘴鳥。它們的唯一化石是在中國遼寧的九佛堂組發現。九佛堂組屬於白堊紀早期阿普第階，約1億2000萬年前。
侯氏尖嘴鳥的化石是幾乎完整的骨骼，現正收藏在中國北京的中国科学院古脊椎动物与古人类研究所，編號IVPP V 10897。此化石藏在遼寧朝陽市以西約2公里的淺灰色泥岩中。
尖嘴鳥的化石很細小，頭顱骨只長約2.7厘米。前頜骨上有5對小牙齒，另外在下頜骨後部也有5對。侯連海認為其喙像現今的鶺鴒屬。尺骨較大及先進，像現今鳥類般呈S狀。胸骨很闊大，有龍骨形。